# 奥兰多·德·拉絮斯
奥兰多·德·拉絮斯（荷蘭語：Orlande de Lassus，又名Roland de Lassus、Orlandus Lassus、Orlande de Lattre或Roland de Lattre；1532年—1594年6月14日），又称拉索（Orlando di Lasso），佛兰德乐派作曲家。幼年为唱诗班歌童，因嗓音优美，曾被附近其他合唱团诱拐三次。先后在意大利和法国工作，1556年到慕尼黑任职直到逝世。他是文艺复兴晚期最重要的作曲家之一，一生中共發表超過兩千首作品，其中包括義大利風格的牧歌、法蘭西式的香頌，和莊重肅穆的宗教樂歌。音樂史家保罗·亨利·朗（P.Henry Lang）認為音樂史上僅莫扎特的音樂成就能與之並駕齊驅。